# Rue Hippolyte Boulenger
Pour les articles homonymes, voir Boulenger (homonymie).
La rue Hippolyte Boulenger est une rue de la ville de Tournai qui va de la rue des Ingers à la rue de la Justice.
La rue porte le nom du peintre belge Hippolyte Boulenger (1837 Tournai - 1874 Bruxelles).